# John Mordaunt
John Mordaunt (1697 – Southampton, 23 ottobre 1780) è stato un generale e politico britannico.
Egli è noto soprattutto per il suo ruolo di comandante nel Raid di Rochefort che si concluse con un fallimento ed il suo passaggio alla corte marziale che però lo sollevò dalle accuse.

## Biografia

### I primi anni
Figlio del tenente generale Harry Mordaunt e di sua moglie Margaret Spencer, John Mordaunt entrò nell'esercito nel 1721, venne promosso capitano nel George Wade's Regiment of Dragoon Guards nel 1726, venendo promosso tenente colonnello nel 1731 e passando al 3rd Foot Guards. Iniziò quindi anche la sua carriera politica entrando in parlamento per la circoscrizione elettorale di Pontefract nel 1730, ove rimase sino al 1734, e divenne quindi membro della circoscrizione di Whitchurch (1735–1741) e Cockermouth (1741–1768). Fiero membro del partito Whig, sostenne apertamente Robert Walpole.
Egli venne indicato come "colonnello John Mordaunt" nell'elenco dei governatori fondatori del Royal Charter del Foundling Hospital nel 1739, anche se all'epoca era solo tenente colonnello.
Il 18 dicembre 1742 venne promosso a pieno titolo al rango di colonnello del Royal Regiment of Ireland, che venne inviato nel 1744 per proteggere i Paesi Bassi contro l'invasione francese. Ad ogni modo, egli venne richiamato in patria nel novembre del 1745 per schiacciare la Rivolta giacobita del 1745, al termine della quale Mordaunt venne promosso brigadiere generale. Egli fu presente a quella campagna in diversi scontri tra cui la Battaglia di Falkirk. Comandò una delle due divisioni dell'esercito e lasciò Edimburgo al comando del principe Guglielmo Augusto, duca di Cumberland. Egli comandò personalmente la terza linea (riserva) alla Battaglia di Culloden e dopo lo scontro seguì gli Highlanders. Il Duca di Cumberland, in segno di riconoscenza, gli donò la carrozza di Carlo Edoardo Stuart.
Nel 1747, venne promosso maggiore generale e reso colonnello del reggimento di dragoni (poi il 12th Dragoons). Guidò una brigata di fanteria con grande distinzione nella Battaglia di Lauffeld, dopo la quale divenne cavaliere dell'Ordine del Bagno col termine della Guerra di Successione austriaca. Venne nominato Governatore di Sheerness nel 1752. James Wolfe, che era suo ospite mentre ne corteggiava la nipote nel 1754, lo ricordò sempre con grande affetto ed ammirazione.

### Rochefort
Allo scoppio della Guerra dei Sette anni nel 1756, Mordaunt venne incaricato di allenare le truppe a Blanford. L'anno successivo, egli venne prescelto da re Giorgio II come comandante dell'operazione per attaccare il porto francese di Rochefort, con secondi in comando Henry Seymour Conway e Edward Cornwallis. Questo attacco venne pianificato sulla base di un rapporto stilato dal tenente Robert Clerk che aveva spiato le difese di Rochefort, che però aveva evidenziato come un assalto si presentasse difficile. Ad ogni modo, poco si sapeva sul numero di truppe francesi nell'area o sul loro status di preparazione, e sia Mordaunt che Conway erano però favorevoli sulla spedizione. I comandanti della marina, Sir Edward Hawke e Sir Charles Knowles erano altrettanto motivati. Il piano d'azione venne quindi visionato ai più alti livelli da William Pitt e Sir John Ligonier, ed i comandanti poterono proseguire nella loro missione.
La forza di 31 navi da guerra e 49 navi da trasporto con a bordo 10 battaglioni di soldati, salparono il 6 settembre 1757 e catturarono l'Île d'Aix il 21 settembre. Giunti sul posto, gli inglesi scoprirono però che le acque paludose dell'area non avrebbero consentito alle navi di avvicinarsi oltre alla sponda, richiedendo un lungo e pericoloso sbarco su barche. Si tenne un consiglio di guerra a bordo della HMS Neptune il 25 settembre che considerò di migliorare il rapporto stilato da Clerk sulle difese, in particolare assicurandosi del numero di navi francesi presenti. Gli ufficiali conclusero che l'assalto a Rochefort non era "né consigliabile né praticabile". Un secondo consiglio si tenne il 28 settembre a bordo della HMS Ramillies, nel quale si decise di attaccare di notte il forte e la foce del fiume Charente, la prima azione ad essere guidata da Mordaunt in persona. Ad ogni modo, la marina si ritirò all'ultimo minuto a causa di venti contrari, e Hawke dichiarò di essere intenzionato a partire immediatamente. Mordaunt ed i suoi sottoposti vennero costretti a seguirli, e la spedizione si rimise in marcia alla volta dell'Inghilterra il 6 ottobre.
Pitt era furioso per il fallimento della spedizione e per la spesa di oltre 1.000.000 di sterline senza risultato. Giorgio II nominò Charles Spencer, III duca di Marlborough, Lord George Sackville e John Waldegrave a formare un tribunale per giudicare la spedizione. Il tavolo di lavoro concluse "che non appare vi fossero state né uomini né batterie d'artiglieria sufficienti a prevenire un assalto alla fortezza" credendo inoltre che le difese del forte non sarebbero state in grado di respingere un attacco. Mordaunt venne pertanto portato dinanzi alla corte marziale nel dicembre di quell'anno, ma ne venne scagionato. Ad ogni modo, GIorgio II, rimosse Mordaunt, Conway e Cornwallis dallo staff di comando nel luglio del 1758.

### Gli ultimi anni
Mordaunt mantenne i propri incarichi, ma non fu mai più un comandante di grande rilievo. Promosso generale nel 1770, fu Governatore di Berwick-upon-Tweed dal 1778 al 1780, quando morì nei pressi di Southampton. Non si sposò mai e non ebbe figli.